# Spinnefiskeri
Spinnefiskeri er en moderne form for sportsfiskeri eller lystfiskeri, som for alvor blev muliggjort med fremkomsten af først fastspolehjulet og siden nylonlinen. Spinnefiskeri er kendetegnet ved brugen af diverse kunstagn, som kastes ud og spinnes ind igen. Her udviser agnen en fiskelignende gang, der skal overbevise rovfiskene og lokke dem til hug.
Spinnefiskeri adskiller sig en del fra fluefiskeriet, hvor en næsten vægtløs agn – fluen – trækkes gennem luften af en tung line – fluelinen. I spinnefiskeriet er det i stedet en tung agn – det være sig blink, spinner, wobler, pirk eller jig – der kastes for enden af en tynd line. Dette muliggør længere kast for spinnefiskeren end for fluefiskeren. De letteste kunstagn vejer blot få gram – fluespinnere – mens de tungeste kan veje flere hundrede – pirke og jigs til havfiskeri. 

## Grej
Spinnefiskeri bedrives typisk med to forskellige typer hjul: Det traditionelle multiplikatorhjul og så det nyere fastspolehjul. Multiplikatorhjulet er vanskeligt at håndtere – trods alskens moderne bremsesystemer – og bruges primært til tungere spinnefiskeri. Spolen roterer meget hurtigt under kast og giver let overløb med efterfølgende "fuglereder" af indfiltret line. Fastspolehjulet derimod er let at håndtere med sine faststående spole, hvor linen blot haspler af under kastet. Heraf det svenske navn "haspelrulle". Fastspolehjulet er ideelt til lettere spinnefiskeri med tynde liner. Multiplikatorhjulet er forsynet med en kastebremse til modvirkning af overløb under kastet samt en stjernebremse til fight af fisk. Fastspolehjulet er forsynet med en spolebremse, der kan være placeret bagtil, hvor den er let at justere under fiskeri og fight. Eller fortil på selve spolen, hvilket muliggør større bremseskiver og en blødere og mere jævn bremse. 
Spinnefiskeri bedrives grundlæggende med enten den traditionelle nylonline eller – evt. i kombination med – de moderne superliner af spundne fibre. Nylonlinen er billig og nem at håndtere, men ofte ret elastisk. Det giver problemer med at kroge fiskene på lang line. Dette problem har de nyere superliner ikke. De er bl.a. fremstillet af det kevlar-lignende "Dyneema" materiale, som muliggør ultratynde liner, der typisk er flere gange stærkere end tilsvarende tykkelse nylonliner. Hertil kommer, at de er noget nær uelastiske og derfor kan kroge fiskene på meget lang line. Til gengæld er de mere kritiske ved fight af store fisk på kort line. Her risikerer man, at krogen rives løs på grund af den manglende elasticitet. Til gengæld kan man bruge langt tyndere superliner end nylonliner, hvilket giver markant længere kast.
Spinnefiskeri bedrives med enten korte enhånds spinnestænger eller lange tohånds. Til lettere fiskeri i å og sø bruges korte enhåndsstænger på 5-7 fod, mens man på kysten typisk bruger længere tohåndsstænger på 8-11 fod. Skal der fiskes fra båd, må kortere stænger anbefales, da der oftest ikke er plads til at svinge en lang tohåndsstang, hvis lange håndtag også er i vejen under indspinningen. De dyreste spinnestænger er i reglen monteret med håndtag af kvalitetskork, som imidlertid er blevet vanskeligere at fremskaffe – og dyrere. Skumplast af forskellig art vinder derfor stigende indpas og er på mange måder mere funktionelt end den klassiske kork. Stænger til multiplikatorhjul er i reglen monteret med hjulholdere ef "trigger"-typen, der giver et godt greb om multihjulet og stangen, og modsat fastspolehjulet sidder multihjulet oven på stangen under kast og fiskeri. Fastspolehjulet hænger under stangen og kan derfor dårligt bruges på stænger med "trigger"-greb.

## Kunstagn
Spinnefiskeri bedrives grundlæggende udelukkende med kunstagn såsom spinner, blink, pirk, wobbler og jig. Man kan også spinnefiske med døde agnfisk, men så er vi i grænselandet mellem medefiskeri og spinnefiskeri. Vi skal her helt koncentrere os om spinnefiskeri med kunstagn.
Den roterende bladspinner er den kunstagn, som mindst af alle ligner de byttefisk, den skal efterligne. Til gengæld lyder den mere som byttefisk end de øvrige kunstagn. Det roterende blad udsender nemlig ikke blot reflekser, men i endnu højere grad lyd, der opfanges af rovfiskenes følsomme sidelinje og registreres som lyden af flygtende byttefisk. Det gør den roterende bladspinner til et af de mest velfangende kunstagn overhovedet – en klassiker til alt fiskeri, der ikke kræver lange kast. Bladspinnere en nemlig generelt lette og har stor luftmodstand. Nogle typer har dog kompakte kroppe, der giver længere kast. Kølspinnere har en tung køl fortil, som giver god kastevægt, og som samtidig hindrer snoning af linen under indspinning. Et problem, som alle traditionelle bladspinnere lider under.
Det flaksende blink er en anden klassiker, som har en fast plads i spinnefiskerens grejboks. Blinket er grundlæggende et stykke metalplade, som er bøjet eller hvælvet på forskellig vis, så det bevæger sig lokkende gennem vandet under indspinning. Man skelner grundlægende mellem lange og smalle blink på den ene side samt korte og tykke på den anden. De lange og smalle blink kan spines hurtigt gennem vandet og appellerer til hurtige fisk som laks og ørreder, makreller og hornfisk. De korte og tykke egner sig i stedet til langsom indspinning, hvor de har en karakteristisk vaklende gang gannem vandet, som ikke mindst gedder og torsk sætter pris på. Endelig kan mange populære blink fås i forskellige pladetykkelser, hvilket giver dem forskellige anvendelsesområder. Brug modeller i tyk plade, når der skal kastes langt eller fiskes dybt. Brug modeller i tynd plade, når vandet er lavt eller en livlig gang under indspinning er vigtigst.
Den kompakte pirk tages i brug, når der skal kastes rigtig langt eller fiskes meget dybt – typisk vertikalt fra båd eller is. Som udgangspunkt er pirken designet til lodret fiskeri, men i dag findes mange modificerede pirke, som også egner sig til vandret fiskeri. Der er typisk tale om de såkaldte pirkeblink, der ligger i grænseområdet mellem pirke og blink. Mens blinket normalt er stanset ud af metalplade, er pirken typisk støbt. Pirkens vigtigste anvendelsesområde er pirkefiskeri på dybt vand efter større fisk – med torsk som det mest populære bytte på vore breddegrader. Pirken bruges ofte til lodret fiskeri med ophænger på linen over pirken, hvilket øger fangstchancerne over for mange fiskearter. Brugen af ophænger er ikke så praktisk til vandret spinnefiskeri på lavt vand, hvor den løse krog ofte vil kunne sætte sig fast.
Den naturtro wobbler (navngivet efter det engelske verbum to wobble – at bevæge sig usikkert fra side til side) er en ægte kunstagn i 3D – modsat blinkets 2D. Wobblere har en rund krop og kan være meget naturtro i såvel form som farver. De er monteret med en ske eller næseplade, som dels giver wobbleren dens karakteristiske bevægelsesmønster – dels får flydende wobblere til at dykke ned i vandet under indspinning. Skeen kan være stilbar, så wobbleren kan indstilles til forskellig fiskedybde. Jo mere vandret skeen indstilles, desto dybere vil wobbleren gå. På samme måde får lange næseplader wobbleren til at dykke dybere end korte. De fleste wobblere kaster ikke så godt som blink og pirke, hvorfor de meget ofte bruges til trolling – trukket efter en sejlende båd – eller til at fire nedstrøms til standpladser i åen under udhængende grene og træer, som ellers ikke er til at nå.
Den tunge jig er et klassisk kunstagn, der imidlertid først er blevet populært med introduktionen af bløde haler i siliconeplast. Jiggen er beregnet til fiskeri direkte på bunden, hvorfor den er monteret med en enkeltkrog, der vender opad under fiskeri – væk fra bunden. Jiggen kan derfor fiskes direkte på bunden uden at sidde fast – hvis ellers bunden ikke er alt for ujævn eller grødefyldt. Jiggen er en meget populær agn til søens aborrer og sandarter samt havets torsk.